# War Music (альбом Slim the Mobster)
War Music — дебютний вуличний альбом американського репера Slim the Mobster. Гост: DJ Whoo Kid. Спочатку планувалося видати реліз 25 жовтня, проте згодом його перенесли на 8 листопада. 7 листопада виконавець повідомив, що випуск відбудеться за дві доби, оскільки Доктор Дре ще мав завершити мастеринг треку, де той узяв участь.
6 вересня на офіційному YouTube-каналі оприлюднили відеокліп «Gun Play», 20 вересня — «Work for It (Price on Ya Head)». Невдовзі на цьому відеогостингу з'явилося відео «Doom Freestyle». 5 жовтня через свою сторінку на Facebook репер опублікував композицію «What Goes Up». 6 листопада на радіостанції Shade 45 DJ Whoo Kid поставив в етер пісню «Back Against the Wall».

## Список пісень
| #   | Назва                                             | Продюсер(и)                       | Тривалість |
| --- | ------------------------------------------------- | --------------------------------- | ---------- |
| 1.  | «Dreaming» (з участю Nikki Grier)                 | Rahki                             | 2:54       |
| 2.  | «What Goes Up» (з участю Snoop Dogg)              | Seige Monstracity                 | 2:30       |
| 3.  | «Fuck You» (з участю Yummy Bingham)               | Bink!                             | 4:01       |
| 4.  | «Falling Star» (з участю Nikki Grier та Sly)      | DJ Silk, Choc                     | 3:12       |
| 5.  | «Back Against the Wall» (з участю Dr. Dre та Sly) | Jake One; Dr. Dre (співпрод.)     | 3:51       |
| 6.  | «Martyr» (з участю Prodigy)                       | Sid Roams                         | 2:49       |
| 7.  | «South Central Blues» (з участю D. Brown)         | Sha Money XL, Key Kat Productions | 2:42       |
| 8.  | «Whose House?» (з участю Kendrick Lamar)          | Boi-1da                           | 3:29       |
| 9.  | «See It»                                          | Vitamin D                         | 2:52       |
| 10. | «Gun Play»                                        | Sha Money XL, Vikaden             | 3:41       |
| 11. | «Take It Easy»                                    | Lab Ratz                          | 1:37       |

Примітки
- Оригінальний інструментал «Dreaming» — «50's My Favorite» у вик. 50 Cent.
- Оригінальний інструментал «Back Against the Wall» — «Salute» у вик. T.I.
- Оригінальний інструментал «Whose House?» — «My House» у вик. Big Sean.

## Учасники
- Виконавчий продюсер: Sha Money XL
- A&R: Брендон «Villa Nova» Ламела
- Маркетинг: аґенція Cashmere Agency
- Фото: Травіс Шінн
- Стиліст: К'ю Кутюр
- Режисер та дизайнер: Ефрейн «Eif» Рівера
- Гост: DJ Whoo Kid
- Звукорежисер: Чарлі Ред
- Зведення: Пет Віала
- Мастеринг: Марк Крістенсен